# Jo Jo White
Joseph Henry "Jo Jo" White (St. Louis, 16 november 1946 – Boston, 16 januari 2018) was een Amerikaans basketballer.

## Biografie

### College-basketbal en Olympisch goud
White speelde college-basketbal aan de Universiteit van Kansas van 1965 tot 1969. Tijdens deze periode vertegenwoordigde White het Amerikaans basketbalteam tijdens de Olympische Spelen 1968 in Mexico-Stad. Dankzij de afzeggingen van onder andere Lew Alcindor en Elvin Hayes en de niet-selectie van onder andere Pete Maravich, Calvin Murphy en Dan Issel waren de verwachtingen vooraf minder hoog gespannen. Onder impuls van White en Spencer Haywood bleven de Amerikanen echter ongeslagen. In de finale tegen Joegoslavië was White goed voor 14 punten. Mede hierdoor werd Joegoslavië met 65-50 verslagen en behaalde de Amerikanen zo hun zevende opeenvolgende Olympische titel. White verklaarde jaren later hierover het volgende: "Going into the Olympic Games we weren't the overwhelming favorites to win the gold medal. We weren't even considered the strongest team in the tournament. That billing went to the Russians, who were upset by Yugoslavia in the semifinals. But we were the more determined team, and I think that's what set us apart."

### Debuut in de NBA bij de Celtics
In 1969 stelde White zich kandidaat voor de NBA Draft. Hij werd als negende gekozen door de Boston Celtics. Mede wegens de pensioneringen van Bill Russell en Sam Jones werd het debuutseizoen van White bij de Celtics een overgangsseizoen met een winst/verlies-percentage van slecht 41,5%. White kende in 60 wedstrijden een gemiddelde van 22,1 minuten en werd opgenomen in het NBA All-Rookie Team. Aan de vooravond van het seizoen 1970/71 haalden de Celtics Dave Cowens binnen en werd Tommy Heinsohn aangesteld als coach. Met White op de point guard aan de zijde van Cowens behaalden de Celtics terug betere resultaten. White werd in 1971 ook voor de eerste maal geselecteerd voor de NBA All-Star Game. Desondanks konden de Celtics zich pas na het seizoen 1971/72 terug kwalificeren voor de NBA Playoffs. Na winst in de eerste ronde tegen de Atalanta Hawks verloren de Celtics in de finale van de Eastern Conference tegen de New York Knicks. Aan het eind van het seizoen seizoen 1972/73 kregen we een identiek scenario met verlies in de Conference-finale tegen New York. 

### Twee NBA-titels
Ook in 1973/74 plaatsen de Celtics zich voor de playoffs. Na winst in de halve finale tegen de Buffalo Braves waren de Celtics dit keer wel te sterk voor New York (4-1). In de NBA-finale troffen de Celtics Kareem Abdul-Jabbar, Oscar Robertson en de Milwaukee Bucks. De Celtics behaalden een 4-3 overwinning, goed voor de eerste titel van de Celtics na de legendarische Bill Russell. In 1975 verloren de Celtics in de Conference-finale van de Washington Bullets, maar in 1976 kreeg White een nieuwe kans op de NBA-titel. Na winst tegen de Buffalo Braves en de Cleveland Cavaliers stonden de Celtics in de finale tegenover de Phoenix Suns. De vijfde wedstrijd van deze NBA-finale (bij een 2-2 stand) wordt vaak genoemd als "'the greatest game ever played",  waar later zelfs een boek werd over uitgebracht. Deze wedstrijd kende 3 verlengingen en kon winnend worden afgesloten door de Celtics (128-126). White was goed voor 33 punten en negen assists. Na verlies in de zesde wedstrijd waren de Celtics in de beslissende zevende wedstrijd te sterk voor Milwaukee. White kreeg de NBA Finals Most Valuable Player Award. Tijdens het seizoen 1977/78 liep White uitzonderlijk een blessure op. Op 30 januari 1979, In de loop van het seizoen 1978/79, werd White tegenover een toekomstige draftkeuze geruild naar de Golden State Warriors waarvoor hij anderhalf seizoen zou spelen. In september 1980 ruilde White de Warriors in voor de Kansas City Kings waarvoor hij 13 wedstrijden zou spelen alvorens zijn loopbaan te beëindigen. 
Hij speelde negen seizoenen voor Celtics en vestigde een record van 488 opeenvolgende gespeelde wedstrijden. Tevens speelde hij vijf opeenvolgende seizoenen (van 1972 tot 1977) telkens alle 82 wedstrijden mee. Op 9 april 1982 werd zijn shirtnummer 10 door de Celtics uit roulatie genomen.

### Een korte trainersloopbaan
In 1982 keerde White als assistent-coach terug naar de Kansas Jayhakws en in 1987 was hij ook even speler/assistent-coach bij de Topeka Sizzlers in de Continental Basketball Association. 
White werd in 2015 toegevoegd aan de Basketball Hall of Fame.

### Overlijden
Op 16 januari 2018 overleed White op 71-jarige leeftijd als gevolg van dementie en een longontsteking die er was gekomen na het wegnemen van een goedaardige tumor.

## Erelijst
- NBA-kampioen: 1974, 1976
- NBA Finals MVP: 1976
- NBA All-Star: 1971, 1972, 1973, 1974, 1975, 1976, 1977
- All-NBA Second Team: 1975, 1977
- NBA All-Rookie First Team: 1970
- Olympische Spelen: 1968
- Pan-Amerikaanse Spelen: 1967
- Basketball Hall of Fame: 2015
- Nummer 10 teruggetrokken door de Boston Celtics
- Nummer 15 teruggetrokken door de Kansas Jayhawks

## Statistieken

### Regulier Seizoen NBA
| Seizoen        | Team                  | WG  | WS | MPW  | 2P%  | 3P%  | FW%  | RPW | APW | SPW | BPW | PPW  |
| -------------- | --------------------- | --- | -- | ---- | ---- | ---- | ---- | --- | --- | --- | --- | ---- |
| 1969-1970      | Boston Celtics        | 60  | –  | 22,1 | 45,2 | –    | 82,2 | 2,8 | 2,4 | –   | –   | 12,2 |
| 1970-1971      | Boston Celtics        | 75  | –  | 37,2 | 46,4 | –    | 79,9 | 5,0 | 4,8 | –   | –   | 21,3 |
| 1971-1972      | Boston Celtics        | 79  | –  | 41,3 | 43,1 | –    | 83,1 | 5,6 | 5,3 | –   | –   | 23,1 |
| 1972-1973      | Boston Celtics        | 82  | –  | 39,6 | 43,1 | –    | 78,1 | 5,0 | 6,1 | –   | –   | 19,7 |
| 1973-1974      | Boston Celtics        | 82  | –  | 39,5 | 44,9 | –    | 83,7 | 4,3 | 5,5 | 1,3 | 0,3 | 18,1 |
| 1974-1975      | Boston Celtics        | 82  | –  | 39,3 | 45,7 | –    | 83,4 | 3,8 | 5,6 | 1,6 | 0,2 | 18,3 |
| 1975-1976      | Boston Celtics        | 82  | –  | 39,7 | 44,9 | –    | 83,8 | 3,8 | 5,4 | 1,3 | 0,2 | 18,9 |
| 1976-1977      | Boston Celtics        | 82  | –  | 40,6 | 42,9 | –    | 86,9 | 4,7 | 6,0 | 1,4 | 0,3 | 19,6 |
| 1977-1978      | Boston Celtics        | 46  | –  | 35,7 | 41,9 | –    | 85,8 | 3,9 | 4,5 | 1,1 | 0,2 | 14,8 |
| 1978-1979      | Boston Celtics        | 47  | –  | 31,0 | 42,8 | –    | 88,8 | 2,7 | 4,6 | 1,1 | 0,1 | 12,5 |
| 1978-1979      | Golden State Warriors | 29  | –  | 30,4 | 47,5 | –    | 87,0 | 2,5 | 4,6 | 0,9 | 0,1 | 12,3 |
| 1979-1980      | Golden State Warriors | 78  | –  | 26,3 | 47,6 | 16,7 | 85,1 | 2,3 | 3,1 | 1,1 | 0,2 | 9,9  |
| 1980-1981      | Kansas City Kings     | 13  | –  | 18,2 | 43,9 | –    | 61,1 | 1,6 | 2,8 | 0,8 | 0,1 | 6,4  |
| Carrière       | Carrière              | 837 | –  | 35,8 | 44,4 | 16,7 | 83,4 | 4,0 | 4,9 | 1,3 | 0,2 | 17,2 |
| All Star-games | All Star-games        | 7   | 0  | 17,7 | 48,3 | –    | 54,5 | 3,9 | 3,0 | 0,6 | 0,1 | 9,1  |

#### Playoffs NBA
| Seizoen   | Team           | WG | WS | MPW  | 2P%  | 3P% | FW%  | RPW | APW | SPW | BPW | PPW  |
| --------- | -------------- | -- | -- | ---- | ---- | --- | ---- | --- | --- | --- | --- | ---- |
| 1971-1972 | Boston Celtics | 11 | –  | 39,3 | 49,5 | –   | 83,3 | 5,4 | 5,3 | –   | –   | 23,5 |
| 1972-1973 | Boston Celtics | 13 | –  | 44,8 | 45,0 | –   | 90,7 | 4,2 | 6,4 | –   | –   | 24,5 |
| 1973-1974 | Boston Celtics | 18 | –  | 42,5 | 42,6 | –   | 73,9 | 4,2 | 5,4 | 0,8 | 0,1 | 16,6 |
| 1974-1975 | Boston Celtics | 11 | –  | 42,0 | 44,1 | –   | 81,8 | 4,5 | 5,7 | 1,0 | 0,4 | 20,6 |
| 1975-1976 | Boston Celtics | 18 | –  | 43,9 | 44,5 | –   | 82,1 | 3,9 | 5,4 | 1,3 | 0,1 | 22,7 |
| 1976-1977 | Boston Celtics | 9  | –  | 43,9 | 45,3 | –   | 84,8 | 4,3 | 5,8 | 1,6 | 0,0 | 23,3 |
| Carrière  | Carrière       | 80 | –  | 42,9 | 44,9 | –   | 82,8 | 4,4 | 5,7 | 1,1 | 0,1 | 21,5 |

4 John Clawson · 
5 Ken Spain · 
6 Jo Jo White · 
7 Mike Barrett · 
8 Spencer Haywood · 
9 Charlie Scott · 
10 Bill Hosket · 
11 Calvin Fowler · 
12 Mike Silliman · 
13 Glynn Saulters · 
14 Jim King · 
15 Don Dee · 
Coach Hank Iba
7 Williams · 
10 White · 
11 Kuberski · 
12 Chaney · 
17 Havlicek · 
18 Cowens · 
19 Nelson · 
20 Hankinson · 
29 Finkel · 
32 Downing · 
35 Silas · 
44 Westphal · 
Coach Heinsohn
10 White · 
11 Scott · 
17 Havlicek · 
18 Cowens · 
19 Nelson · 
27 Stacom · 
30 McDonald · 
31 Boswell · 
33 Kuberski · 
34 Ard · 
35 Silas · 
42 Anderson · 
Coach Heinsohn